# Бронкс
Бронкс (англ. The Bronx, Bronx) — одно из пяти боро Нью-Йорка, единственное, чья территория находится на континентальной части суши, и единственное с определённым артиклем в официальном английском названии.

## География
Почти вся территория Бронкса расположена в континентальной части США. Бронкс расположен на севере города, от Манхэттена его отделяет пролив Харлем, от Куинса — Ист-Ривер. Река Гудзон отделяет Бронкс от боро Алпайн, Тенафлай и Энглвуд-Клифс в округе Берген штата Нью-Джерси. Проливом Лонг-Айленд Бронкс отделяется от округа Нассо. К северу от Бронкса расположены пригороды Нью-Йорка Йонкерс, Маунт-Вернон, Пелем-Манор и Нью-Рошелл. На юге Бронкса расположен район Марбл-Хилл, который формально является частью боро Манхэттен, однако его ZIP- и телефонный коды относятся к Бронксу.
Самая высокая точка Бронкса расположена на его северо-западе в Ван-Кортландт-парке. Её высота составляет 85 метров.

## История
Своё название район получил по имени Йонаса Бронка, выходца из Швеции, голландского капитана, владевшего в начале 1640-х годов землёй на территории нынешнего Бронкса. В 1639 году он основал ферму у берега пролива Харлем.
В 1874 году южная часть территории Бронкса была передана из округа Уэстчестер в округ Нью-Йорк (он же Манхэттен). В 1895 году в состав округа Нью-Йорк была передана северная часть Бронкса.
В 1898 году были установлены современные границы Нью-Йорка. В 1914 году Бронкс был выделен в самостоятельный район Нью-Йорка и округ штата Нью-Йорк.

## Население
По данным переписи 2010 года, 53,5 % жителей Бронкса были латиноамериканцами, 30,1 % — афроамериканцами, 10,9 % — белыми американцами, 3,4 % — азиатами, 0,6 % — представителями другой расы и 1,2 % — представителями двух и более рас. Таким образом, Бронкс является единственным боро Нью-Йорка, большинство населения в котором представлено латиноамериканцами. В то же время доля белого населения снизилась с 1940 года (98,3 %) почти в 10 раз.

### Религия
- Католики — 581 824 и 72 религиозные общины
- Иудеи — 83 700 и 44 религиозные общины
- Мусульмане — 12 164 и 8 религиозных общин
- Баптисты — 11 498 и 26 религиозных общин
- Ассамблея Господа (евангелисты) — 10 968 и 41 религиозная община
- Православные — 5750 и 16 религиозных общин
- Все верующие — 756 411 и 442 религиозные общины
- Всё население — 1 408 452[2]

## Досуг
Бронксский зоопарк и Ботанический сад.